# Operace Vrbas 92
Operace Vrbas '92 (srbsky Операција Врбас '92) byla vojenská ofenzíva, kterou podnikla armáda Republiky srbské (Vojska Republike Srpske – VRS) v červnu až říjnu 1992 během bosenské války. Cílem operace bylo zničení výběžku kolem středobosenského města Jajce, které držela Chorvatská rada obrany (Hrvatsko vijeće obrane – HVO) a Armáda Republiky Bosna a Hercegovina (Armija Republike Bosne i Hercegovine – ARBiH). Intenzita bojů se značně lišila a zahrnovala několik hlavních útočných snah VRS prokládaných relativními přestávkami v bojích. Jajce připadly VRS 29. října 1992 a po dobytí města následovalo zničení všech jeho mešit a římskokatolických kostelů.
Boje zlepšily bezpečnost komunikačních linek VRS jižně od hlavního města bosenských Srbů Banja Luka a vysídlily 30 000 až 40 000 lidí, což zahraniční pozorovatelé nazvali „největším a nejubožejším jednotlivým exodem“ bosenské války. ARBiH a HVO ve městě nejen, že čelili přesile a ostřelování, ale jejich jednotky byly také sužovány neadekvátní prací personálu, ke které přispěla nedostatečná koordinace mezi samostatnými velitelskými a kontrolními strukturami udržovanými oběma silami po celou dobu bitvy. Obrana města Jajce také trpěla zhoršením chorvatsko-bosňáckých vztahů a potyčkami mezi ARBiH a HVO podél zásobovací trasy do města Jajce. Výsledek bitvy sám o sobě podnítil větší bosňácko-chorvatské nepřátelství, které nakonec vedlo k chorvatsko-bosňácké válce. VRS vnímaly rozbití aliance ARBiH–HVO jako velmi významný výsledek operace.